# Corynoptera alticola
Corynoptera alticola är en tvåvingeart som först beskrevs av Jean-Jacques Kieffer 1919.  Corynoptera alticola ingår i släktet Corynoptera och familjen sorgmyggor.
Artens utbredningsområde är Algeriet. Inga underarter finns listade i Catalogue of Life.